# Anoura
Anoura är ett släkte av däggdjur. Anoura ingår i familjen bladnäsor.

## Utseende
Individerna når en kroppslängd (huvud och bål) av 5 till 9 cm och en vikt mellan 7 och 23 gram. Svanslängden är bara 3 till 7 mm eller svansen saknas helt. Underarmarnas längd som bestämmer djurets vingspann varierar mellan 3,4 och 4,8 cm. Pälsens färg är beroende på art mörkbrun, ljusbrun, orangebrun eller silvergrå. Dessa fladdermöss har en långsträckt nos och en lång tunga med vårtiga utskott vid spetsen. Hudfliken vid näsan (bladet) har en uppåtriktad spets.

## Utbredning och habitat
Arterna förekommer främst i Sydamerika från kontinentens nordligaste punkt söderut till norra Argentina. Anoura geoffroyi finns dessutom i Centralamerika norrut till södra Mexiko. Habitatet utgörs huvudsakligen av fuktiga skogar.

## Ekologi
Anoura vilar på dagen i grottor eller bergssprickor. På natten letar de efter föda. De äter frukter, nektar, pollen och insekter. Födans sammansättning varierar mellan arterna. Vid viloplatsen hittas ibland 75 fladdermöss tillsammans.
Parningstiden är beroende på art och utbredningsområde. Några arter har en och andra arter två ungar per kull. Ungen väger bara 3 till 5 gram vid födelsen. Anoura geoffroyi kan leva tio år med människans vård.

## Systematik
Arter enligt Catalogue of Life:
- Anoura caudifer
- Anoura cultrata
- Anoura geoffroyi
- Anoura latidens

Enligt Wilson & Reeder (2005) ingår ytterligare en art i släktet, Anoura luismanueli. Ytterligare arter som tillkommit är Anoura aequatoris, Anoura cadenai, Anoura canishina, Anoura fistulata och Anoura peruana.